# Emilio Martínez Manautou
Emilio Martínez Manautou (abweichende Namensschreibweise: Emilio Martínez Manatou; * 30. Juli 1919 in Ciudad Victoria, Tamaulipas; † 25. Dezember 2004 in San Fernando, Tamaulipas) war ein mexikanischer Politiker des Partido Revolucionario Institucional (PRI), der unter anderem zwischen 1964 und 1970 Minister im Präsidialamt (Secretario de la Presidencia de la República), von 1976 bis 1980 Minister für Gesundheit und Wohlfahrt (Secretario de Salubridad y Asistencia) sowie  zwischen 1981 und 1987 Gouverneur des Bundesstaates Tamaulipas war.

## Leben
Emilio Martínez Manautou absolvierte nach dem Besuch der Grund- und Sekundarschule in seinem Geburtsort Ciudad Victoria ein Studium der Medizin an der Medizinischen Fakultät (Escuela Nacional de Medicina) der Nationalen Autonomen Universität von Mexiko (UNAM). Nach einem postgradualem Studium in den USA war er als Chirurg in Heroica Matamoros tätig. Am 1. September 1955 wurde er für den Partido Revolucionario Institucional (PRI) Mitglied des Abgeordnetenhauses (Cámara de Diputados), des Unterhauses des Kongresses der Union (Congreso General de los Estados Unidos Mexicanos), und vertrat in diesem in der 43. Legislaturperiode bis zum 31. August 1958 den 2. Wahlbezirk des Bundesstaates Tamaulipas. Danach wurde er am 1. September 1958 für eine sechsjährige Wahlzeit Mitglied des Senats (Senado de México), des Oberhauses des Kongresses der Union, dem er als Vertreter des Bundesstaates Tamaulipas bis zum 31. August 1964 angehörte. 1964 bewarb er sich erfolglos bei den Vorwahlen des PRI für eine Kandidatur bei der Präsidentschaftswahl.
Nach dieser Wahl wurde Martínez Manautou als engster Vertrauter von dem zum Präsidenten gewählten Gustavo Díaz Ordaz am 1. Dezember 1964 zum Minister im Präsidialamt (Secretario de la Presidencia de México) in dessen Kabinett ernannt. Er bekleidete dieses Amt bis zum Ende der Amtszeit von Díaz Ordaz am 30. November 1970. Im Kabinett von Präsident José López Portillo übernahm er am 1. Dezember 1976 das Amt als Minister für Gesundheit und Wohlfahrt (Secretario de Salubridad y Asistencia) und hatte dieses bis zum 5. Juni 1980 inne, woraufhin Mario Calles López Negrete seine Nachfolge antrat. Als Nachfolger von Enrique Cárdenas González wurde er schließlich am 5. Februar 1981 für eine sechsjährige Amtszeit Gouverneur des Bundesstaates Tamaulipas und bekleidete dieses Amt bis zum 4. Februar 1987. Sein Nachfolger wurde daraufhin der bisherige Senator Américo Villarreal Guerra.